# Arcidiocesi di Mombasa
L'arcidiocesi di Mombasa (in latino Archidioecesis Mombasaënsis) è una sede metropolitana della Chiesa cattolica in Kenya. Nel 2023 contava 416.000 battezzati su 2.854.855 abitanti. È retta dall'arcivescovo Martin Musonde Kivuva.

## Territorio
L'arcidiocesi comprende i distretti civili di Mombasa, Kwale, Kilifi e Taita-Taveta nella parte meridionale della Provincia Costiera in Kenya.
Sede arcivescovile è la città di Mombasa, dove si trova la cattedrale dello Spirito Santo.
Il territorio è suddiviso in 61 parrocchie.

## Storia
La diocesi di Mombasa e Zanzibar fu eretta l'8 maggio 1955 con la bolla Ea sanctissima di papa Pio XII, ricavandone il territorio dall'arcidiocesi di Nairobi.
Il 12 dicembre 1964 per effetto del decreto Quo aptius di Propaganda Fide, in seguito ad una divisione con la quale cedette parte del suo territorio alla nuova amministrazione apostolica di Zanzibar e Pemba (oggi diocesi di Zanzibar), assunse il nome di diocesi di Mombasa.
Il 9 dicembre 1976 cedette una porzione del suo territorio a vantaggio dell'erezione della prefettura apostolica di Garissa (oggi diocesi).
Il 21 maggio 1990 è stata elevata al rango di arcidiocesi metropolitana con la bolla Cum Ecclesia Catholica di papa Giovanni Paolo II.
Il 2 giugno 2000 ha ceduto un'altra porzione di territorio a vantaggio dell'erezione della diocesi di Malindi.

## Cronotassi dei vescovi
Si omettono i periodi di sede vacante non superiori ai 2 anni o non storicamente accertati.
- Eugene Joseph Butler, C.S.Sp. † (26 gennaio 1957 - 27 febbraio 1978 ritirato)
- Nicodemus Kirima † (27 febbraio 1978 - 12 marzo 1988 nominato vescovo di Nyeri)
- John Njenga † (25 ottobre 1988 - 1º aprile 2005 ritirato)
- Boniface Lele † (1º aprile 2005 - 1º novembre 2013 dimesso)
  - Emmanuel Barbara, O.F.M.Cap. † (1º novembre 2013 - 9 dicembre 2014) (amministratore apostolico)
- Martin Musonde Kivuva, dal 9 dicembre 2014

## Statistiche
L'arcidiocesi nel 2023 su una popolazione di 2.854.855 persone contava 416.000 battezzati, corrispondenti al 14,6% del totale.
| anno | popolazione | popolazione | popolazione | presbiteri | presbiteri | presbiteri | presbiteri                | diaconi | religiosi | religiosi | parrocchie |
| anno | battezzati  | totale      | %           | numero     | secolari   | regolari   | battezzati per presbitero | diaconi | uomini    | donne     | parrocchie |
| ---- | ----------- | ----------- | ----------- | ---------- | ---------- | ---------- | ------------------------- | ------- | --------- | --------- | ---------- |
| 1970 | 62.646      | 936.000     | 6,7         | 52         | 5          | 47         | 1.204                     |         | 47        | 108       | 22         |
| 1980 | 81.790      | 1.289.000   | 6,3         | 52         | 15         | 37         | 1.572                     |         | 37        | 147       | 31         |
| 1990 | 140.000     | 1.339.000   | 10,5        | 51         | 28         | 23         | 2.745                     |         | 24        | 191       | 38         |
| 1999 | 167.610     | 1.829.190   | 9,2         | 60         | 32         | 28         | 2.793                     | 1       | 34        | 282       | 42         |
| 2000 | 179.220     | 1.632.000   | 11,0        | 63         | 36         | 27         | 2.844                     | 1       | 33        | 386       | 41         |
| 2001 | 220.000     | 1.924.000   | 11,4        | 68         | 42         | 26         | 3.235                     | 1       | 32        | 399       | 41         |
| 2002 | 220.650     | 1.924.500   | 11,5        | 70         | 43         | 27         | 3.152                     | 1       | 34        | 392       | 41         |
| 2003 | 197.100     | 1.999.405   | 9,9         | 75         | 49         | 26         | 2.628                     | 1       | 33        | 420       | 40         |
| 2004 | 235.700     | 1.804.652   | 13,1        | 70         | 43         | 27         | 3.367                     | 1       | 35        | 286       | 38         |
| 2013 | 323.000     | 2.214.000   | 14,6        | 116        | 68         | 48         | 2.784                     |         | 61        | 260       | 52         |
| 2016 | 346.382     | 2.374.309   | 14,6        | 113        | 70         | 43         | 3.065                     |         | 52        | 363       | 52         |
| 2019 | 375.780     | 2.576.630   | 14,6        | 119        | 77         | 42         | 3.157                     |         | 55        | 490       | 57         |
| 2021 | 395.190     | 2.712.000   | 14,6        | 133        | 93         | 40         | 2.971                     |         | 58        | 521       | 58         |
| 2023 | 416.000     | 2.854.855   | 14,6        | 142        | 97         | 45         | 2.929                     |         | 64        | 615       | 61         |